# Mireia Las Heras
Mireia Las Heras Maestro (ur. w Barcelonie) – hiszpańska profesor Zarządzania Ludźmi w Organizacji w IESE Business School.

## Życiorys
Absolwentka studiów inżynierskich na Politechnice Katalońskiej w Barcelonie (Universitat Politècnica de Catalunya, 1996) oraz programu MBA IESE Business School (2003). Od 2003 pracuje dla IESE. Doktoryzowała się w dziedzinie Business Administration na Boston University (2009).
Od 2009 pracuje na stanowisku profesora na wydziale Zarządzania Ludźmi w Organizacji oraz dyrektora ds. badań programu Women in Leadership & Work-Family Balance Międzynarodowego Ośrodka Badawczego ds. Pracy i Rodziny (International Center for Work and Family - ICWF) IESE Business School. Specjalizuje się w tematyce zarządzania karierą, networkingu, równowagi między pracą i rodziną oraz przywództwa kobiet.
W Polsce prof. Las Heras występowała wielokrotnie: podczas kolejnych edycji programu AMP Warsaw, była gościem sesji programu organizowanego przez Instytut Wymiaru Sprawiedliwości (2018) a także na I Dolnośląskiej Konferencji o Odpowiedzialnym Łańcuchu Dostaw „Mieć Wpływ” w Legnicy, zorganizowanej przez KGHM we współpracy ze Związkiem Pracodawców Polska Miedź (2019).
Jest członkiem Royal European Academy of Doctors. W roku 2019 powołana przez ministra nauki i szkolnictwa wyższego do grona 15 członków międzynarodowych ekspertów w programie “Inicjatywa doskonałości – uczelnia badawcza”.

## Publikacje
Autorka licznych prac naukowych z zakresu  Work Family, Women Leadership oraz rozwoju zawodowego, m.in.:
- 2010 - razem z Aline Masuda, Nuria Chinchilla - Balancing Work and Family : No Matter Where You are - HRD Press Inc.,U.S., 186 s., ISBN 1-59996-168-7[8],
- 2017 - razem z Nuria Chinchilla, Marc Grau - The Work-Family Balance in Light of Globalization and Technology - 295 s., ISBN 978-1-4438-7337-6[9].

## Linkowania zewnętrzne
- Mireia Las Heras - Biogram IESE, iese.edu